# Commando marine
Pour les articles homonymes, voir Commando.
Les commandos marine sont les forces spéciales de la Marine nationale française. Ils agissent principalement au profit du Commandement des opérations spéciales (COS), mais aussi à la demande de la Marine Nationale. Ces unités sont considérées comme des références mondiales en matière de forces spéciales et d'unité de contre-terrorisme.
Comprenant sept unités opérationnelles d’environ 90 hommes (les commandos Jaubert, de Montfort, de Penfentenyo, Trépel, Hubert, Kieffer, et le commando Ponchardier d'environ 160 hommes spécialisés dans le soutien), leurs missions regroupent les opérations spéciales (libération d’otages, évacuation de ressortissants, renseignement dans la profondeur des lignes ennemies, capture de cibles de haute valeur stratégique), les missions de la Marine (assaut à la mer, appui et destruction à distance, reconnaissance, action sous-marine) ainsi que certaines missions en appui aux forces aéromaritimes (opérations amphibies, de guidage et d'appui feu, de renfort des équipes de visite, de contrôle d’embargo) et d’action de l’État en mer (opérations de police en mer : pêches, immigration clandestine et contre les trafics illicites).
La sélection des commandos marine est ouverte aux personnes de toutes les spécialités de la Marine nationale, la voie la plus usuelle étant celle des fusiliers marins. La sélection passe par le stage commando. Celui-ci est réputé pour être sélectif, rude et difficile avec un effort d'aguerrissement et de rusticité des candidats, illustrant leur capacité d'adaptation en milieu hostile.

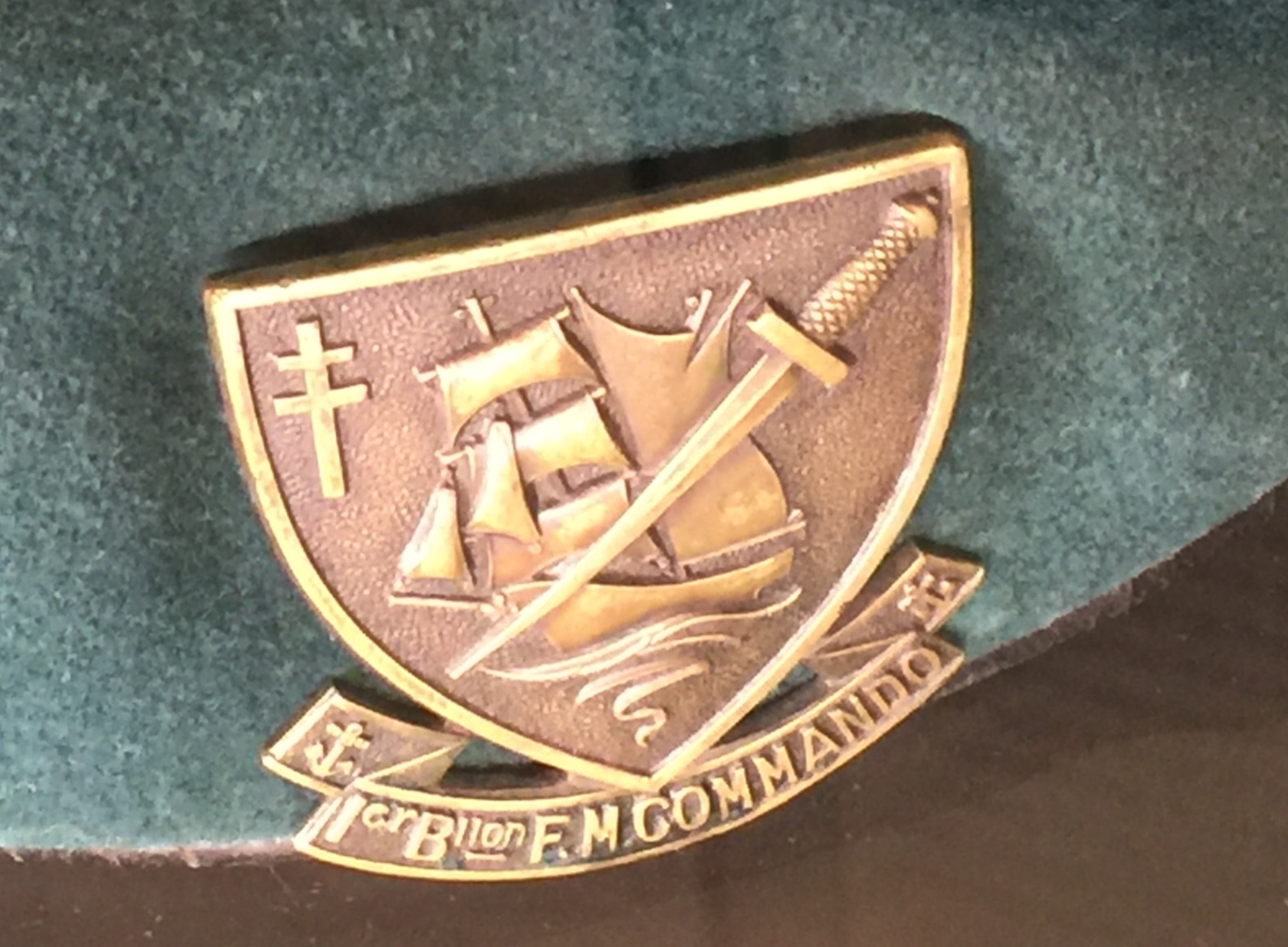
L'insigne des commandos marine sur un béret.

Ils sont particulièrement actifs depuis une vingtaine d'années en Afghanistan, dans l'océan Indien, en Afrique et au Moyen-Orient.

## Histoire

### Le1erbataillon de fusiliers marins et commandos  marine (1er BFMC)
Cette dénomination apparaît le 8 octobre 1943. Sa constitution prend effet le 22 mai 1942. Elle provient de la compagnie d'instruction du 3e bataillon de fusiliers marins.
À partir du 23 mars l'unité est dénommée « Compagnie de fusiliers marins français » (189 E.M.1).
Formation d'un commando interallié (28 mars 1942 COS (42) 98th meeting).
Après le stage commando à Achnacarry en avril-mai 1942, cette formation passe au no 2 commando à Ayr à partir du 22 mai pour continuer son entraînement ; elle est ensuite affectée au no 10 commando interallié (I.A.) le 16 juillet 1942 et prend l'appellation de troupe 1.
Le 12 novembre 1942 (952 F.N.F.L.), la compagnie prend officiellement l'appellation de « 1re compagnie de fusiliers marins commandos », puis prend l'appellation de « 1er bataillon de fusiliers marins commandos » (voir ci-dessus) bien que dans le courant de l'année 1945, son timbre est encore celui de la 1re compagnie.
La date retenue de sa dissolution a été celle du 19 février 1946 (13 EM3 du 19 février 1946).
Le major général Haydon déclare à l'assemblée que l'idée de former des commandos interalliés a l'approbation de principe du Premier ministre et des chefs d'état-major.
De telles troupes peuvent être utilisées, soit comme guides et interprètes pour les opérations combinées, soit en unité complète et séparée effectuant ces opérations (extrait du procès-verbal de la réunion au siège des opérations combinées du 16 avril 1942).
Son stationnement : stage commando à Achnacarry en Écosse du 28 avril au 22 mai 1942. À Criccieth du 16 juillet 1942 au 31 mai 1943. Puis à Eastbourne à partir de cette date (journal de guerre ou War diary de l'unité).

### Indochine
Jean Merlet commande les fusiliers marins de la Compagnie Parachutiste d'Extrême-Orient.
Le vœu émis par le capitaine de corvette Kieffer de maintenir le 1er Bataillon de fusiliers marins commandos dans la Marine, échoue. Le commando Ponchardier, parti d’Indochine fin août 1946, arrivé en France le 17 septembre, est également dissous.
La Marine, par l'arrêté du 6 avril 1946 au B.O. page 477 art. 12, relatif à la réorganisation de la spécialité de fusilier a créé un nouveau certificat sous le nom de « Commando ». Ces stagiaires commando sont formés à Siroco (Cap Matifou) à proximité d'Alger. La Marine utilise les commandos différemment des précédents commandos, ceux-ci sont embarqués sur les grands bâtiments.
La situation est la suivante courant 1947 (482 E.M.G/3 du 19 mai 1947) :
- un commando stationne en Indochine (Jaubert),
- un commando est embarqué sur le Richelieu (Trépel),
- un commando est embarqué sur le Duguay-Trouin  (François),
- un commando est embarqué sur le Montcalm comme élément précurseur (de Penfentenyo), l'autre partie n'est pas encore sortie de Siroco,
- deux commandos sont en cours de formation à l'école de Siroco et sont prévus pour en sortir fin 1947 et début 1948. Il s'agit des commandos de Montfort et Hubert.

Ces commandos sont des unités mobiles, qui ne sont pas destinées à rester constamment embarquées sur un même bâtiment ni à opérer dans la même région. Leur désignation ne saurait donc être basée ni sur le nom du bateau avec lequel ils naviguent, ni selon la zone géographique dans laquelle ils opèrent. Un baptême spécial doit leur être affecté.
Les noms proposés sont des ceux d'officiers ayant appartenu au no 10 commando affectés provisoirement au no 4 commando ou à la B.M.E.O. qui ont été tués en opération (471 E.M.G/3 du 16 mai 1947).
- Jaubert : capitaine de frégate de la B.M.E.O., blessé mortellement le 25 janvier 1946 devant Tan Uyen (sur le Dong Haï), il meurt de ses blessures le 29 janvier.
- Trépel : le capitaine d'artillerie du commando no 10, est porté disparu le 28 février 1944, lors d'une mission en Hollande (à Wassenaar) avec 5 autres commandos. Les corps sont retrouvés plus tard.
- François : lieutenant de vaisseau de la B.M.E.O., a été tué en opération à Nam-Dinh le 6 janvier 1947.
- de Penfentenyo : enseigne de vaisseau de la B.M.E.O., blessé mortellement au cours d'une patrouille sur le Dong Haï le 12 février 1946, débarqué à Than Uyen, il a été ensuite évacué sur Saigon-Cholon, il meurt en route.
- de Montfort : enseigne de vaisseau de la B.M.E.O., blessé le 24 novembre 1946 lors de la bataille d'Haiphong, après une opération chirurgicale réussie, il meurt des suites de ses blessures le 26 novembre.
- Hubert : enseigne de vaisseau du commando no 10, a été tué en opération à Ouistreham le 6 juin 1944.
- Kieffer

D'autres commandos marine hormis celui-ci ont été créés ensuite avec chacun le nom d'un officier de Marine tué au combat, sauf pour deux commandos contre toute tradition, le commando Ponchardier et Kieffer :
- Commando Ponchardier (création en 1945, dissolution en 1946, recréation en 2015, en l'honneur de Pierre Ponchardier), actuellement spécialisé dans l'appui aux opérations spéciales.
- Commando Jaubert (création le 1er janvier 1948, en l'honneur du capitaine de frégate François Jaubert, officier fusilier-marin blessé mortellement le 25 janvier 1946 devant Tan Huyen, en Indochine française), actuellement spécialisé dans l'action spéciale offensive en milieu terrestre ou maritime, le contre-terrorisme et la libération d'otages.
- Commando Trépel (création en 1947, en l'honneur de Charles Trépel), actuellement spécialisé dans l'assaut à la mer, le contre-terrorisme maritime et l’extraction de ressortissants.
- Commando Hubert (création en 1948, en l'honneur d'Augustin Hubert), spécialisé dans l'action sous-marine avec ses nageurs de combat et le contre-terrorisme maritime.
- Commando de Montfort (création en 1947, en l'honneur de Louis de Montfort), actuellement spécialisé dans l'appui et la destruction à distance.
- Commando de Penfentenyo (création en 1947, en l'honneur de Alain de Penfentenyo de Kervéréguin), actuellement spécialisé dans la reconnaissance de sites et d'installations maritimes et dans le renseignement tactique en vue de la préparation d'une opération.
- Commando Kieffer spécialisé dans la guerre électronique et cynophilie recherche d'explosif et appui.

En 2015, ces sept commandos ont un effectif total d'environ 750 hommes.
Un huitième Commando, François, créé en février 1947, en l'honneur du lieutenant de vaisseau François Jacques, mort au Tonkin à la tête de sa flottille amphibie, est mis en 1952 en disponibilité armé[Quoi ?].
Le début de la guerre d’Indochine apporte quelques modifications : 2 commandos classiques (Trépel et de Penfentenyo) et 1 commando parachutiste (Hubert) seront embarqués et serviront soit en Métropole, soit en Afrique Française du Nord (A.F.N.), ils dépendent du commandement de la Région maritime d'où ils opèrent. 3 commandos (Jaubert qui est déjà sur ce théâtre d'opération sous le nom de compagnie Merlet depuis octobre 1945, prend le nom de compagnie Jaubert le 14 février 1946 avant de monter au Tonkin et deviendra administrativement le commando Jaubert au 1er janvier 1948 – François – de Montfort) affectés en Indochine doivent servir sur les dinassauts, 2 commandos servent en Cochinchine, le 3e au Tonkin (provisoirement).
Ils sont les héritiers de plusieurs formations combattantes françaises dont l'histoire est plus ancienne et remonte à la Seconde Guerre mondiale :
- le 1er Bataillon de fusiliers marins commandos qui a été constitué durant la Seconde Guerre mondiale en Grande-Bretagne, sur le modèle des commandos britanniques de l'Armée à partir de volontaires de toutes armes et armés regroupés au Royaume-Uni. Le 1er B.F.M.C. est la seule unité française à avoir participé au débarquement de Normandie dès le premier jour. Le 6 juin 1944, ils sont 177 commandos français à débarquer sur la plage Sword à Colleville-Montgomery, sous les ordres du capitaine de corvette Kieffer. Le symbole associé à l'action de ces hommes est dominant dans l'histoire connue des Commandos marine, particulièrement mis à l'honneur lors des cérémonies commémoratives du 70e anniversaire du débarquement, le 6 juin 2014 à Ouistreham.

- la Compagnie Merlet qui prendra ensuite le nom de Compagnie Jaubert avant de devenir un commando marine sous le nom de commando Jaubert en Indochine.
- le SAS B du commandant Ponchardier (unité dissoute en 1946).

Ces trois formations ont contribué chacune de manière différente à constituer ce que sont aujourd'hui les commandos marine. Le 1er Bataillon de fusiliers marins commandos, démobilisé à la fin de la 2e guerre mondiale en a forgé l'esprit. Certains de ses vétérans serviront ensuite comme cadres pour la formation des premiers commandos au Centre Siroco.
La Compagnie Merlet devenue Compagnie Jaubert était une unité du type « commando » qui opérait déjà en Indochine lorsque la décision de création des Commandos marine fut prise. Elle devint Commando Jaubert et intégra en son sein les premiers brevetés du Centre Siroco (588 EM1/Org du 17 octobre 1947).
Le SAS B ou commando Ponchardier (et plus particulièrement le SAS B1) a attiré des militaires qui ont profité de la vision avant-gardiste du capitaine de corvette Pierre Ponchardier en matière d'opérations spéciales et de contre-insurrection. Cette doctrine et ces procédures seront reprises et développées par les Commandos marine durant les guerres en Indochine et d'Algérie.

### Le Centre Siroco
À partir de 1943, un centre de formation de la Marine pour toutes les spécialités fonctionne provisoirement au Cap Matifou (département d'Alger) dans les bâtiments et installations d'un ancien chantier de jeunesse du nom de centre de Siroco qui lui restera. Au cours de l'été 1945, les diverses spécialités ayant été renvoyées en métropole, les fusiliers marins prennent possession du centre et l'école s'y installe sous le commandement du capitaine de frégate Cornuault.
En 1946, l’État-Major de la Marine décide la création d'une formation de fusiliers marins commandos (arrêté du 6 avril 1946), l'essentiel de ces dispositions est d'ajouter à l’École des fusiliers :
- un cours de certificat commando ;
- un cours de certificat amphibie.

Cet arrêté réorganise la spécialité de fusilier qui comprendra désormais des gradés et marins fusiliers ayant suivi un stage de formation commando. Le rapport qui accompagne cet arrêté précise que ces commandos doivent constituer une force de débarquement embarquée.
Le cours commando reprend le « basic training » des commandos britanniques du camp écossais d'Achnacarry. L’officier des équipages Lofi, héros du 1er B.F.M.C., qui dirige l’instruction est secondé par du personnel britannique.
Entre novembre 1946 et janvier 1948, six commandos sont constitués : le commando Jaubert, le commando de Montfort, le commando François, le commando Trépel, le commando de Penfentenyo et le commando Hubert. Tous portent le nom d'officiers morts au combat lors du récent conflit mondial ou en Indochine.
Ces commandos sont des unités légères, se composant de 72 hommes « armé paix »[C'est-à-dire ?] pour les commandos métropolitains et 84 hommes « armé campagne » pour les commandos d'Indochine, ne disposant pas d'armement lourd. Ce plan d'armement sera rarement respecté.
Ils sont essentiellement destinés à effectuer des « coups de main » contre des positions ennemies ; ce sont des unités purement offensives.
Les commandos Marine d'Indochine sont alors Jaubert, de Montfort et François.
Une modification intervient à la suite de la circulaire 127 E.M./3. du 27 mars 1948 : l'expérience en Cochinchine, au cours des opérations, a montré que les commandos de la Marine constituaient des groupes de combat trop faibles pour être utilisés dans la guerre d'embuscade, telle qu'elle se pratique alors. Qu'un effectif minimum de 150 combattants réellement présents était nécessaire à un commando pour participer utilement et sans risques exagérés à cette lutte très particulière et, qu'ils ne constituent donc pas le commando réglementaire d'une Division navale d'assaut. Cette décision est prise lors de la conférence des officiers généraux du 24 mars 1948 à Saïgon, et transmise au Secrétaire d'état à la Marine, qui en approuve les principes d'emplois. Les commandos sont obligatoirement utilisés en groupes dans les actions fluviales. Ils pourront être utilisés isolément pour les actions sur le littoral.
Cet ensemble est, à la même date du 1er juin 1948, placé sous les ordres du contre-amiral, Commandant la Division navale d'Extrême-Orient (D.N.E.O.), les 3 commandos sont administrés par la Flottille des Avisos et Dragueurs d'Indochine (Flo 7), unité à laquelle ils sont rattachés administrativement à partir du 1er juillet.
Le commando Jaubert effectue de nombreuses opérations en Cochinchine, dans le golfe du Siam, sur les côtes d'Annam et au Tonkin. Le commando Jaubert est la dernière unité française à quitter le sol indochinois en 1956.
Le commando disponible armé campagne en Indochine jusqu'au 31 mars 1956, en effectif réduit, rallie la Métropole le 19 avril où il est affecté au Corps amphibie de la Marine (458 E.M.G/3 du 16 mars 1956). Le commando rentré en France est envoyé en permission. Il rallie le C.A.M. le 27 mai. Il a été mis aussitôt à effectif de guerre. Il est destiné aux opérations d'Algérie.
Le commando de Montfort embarque sur le porte-avions Dixmude pour l'Indochine en septembre 1947. Avec un effectif réel de 71 hommes, il combat dans tous les théâtres d’opérations d’Extrême-Orient jusqu’à la fin de novembre 1954. Il s'est particulièrement illustré au Tonkin en 1948, en Cochinchine, en sud-Annam en 1949 au Cap Falaise sur le Bassac et la rivière Saigon en 1950, au delta du Tonkin en 1951 et au centre et nord Vietnam de 1951 à 1952, puis dans le golfe du Siam et au sud Vietnam de 1953 à 1954. Son premier commandant, le lieutenant de vaisseau Pascalidis, a été tué au combat le 18 décembre 1947.
L'ordre de référence 355 EM/Org/FMEO du 18 novembre 1954 dissout le commando « de Montfort » à compter du 1er décembre 1954. Le personnel de ce commando a été versé aux commandos « Jaubert » « Ouragan » ou à l'échelon arrière des commandos qui l'ont pris en mouvement sur leurs états[Quoi ?].
Il est reconstitué par le décret ministériel portant réorganisation du commando « de Montfort » (206 E.M.G/Org. du 14 mars 1955). Le commando « de Montfort » a été reconstitué au C.A.M. (Corps amphibie de la Marine) le 1er avril 1955. Il a pris corps effectivement le 9 avril, au retour de permission du personnel destiné à le composer. Il est destiné aux opérations d'Algérie.
Le commando François (7 P.M.O. du 25 janvier 1947) sera constitué au 1er février 1947. Le commando décimé le 29 mai 1951 lors de la bataille de Ninh Dinh, se reformait au mois de juin au cap Saint Jacques. Depuis sa mise à effectif réduit disponibilité armé ou D.A. (c'est-à-dire prêt à être réarmé) le 1er juin 1952, a été chargé de l'encadrement de deux commandos autochtones (Ouragan et Tempête), du soutien logistique de ces unités, de l'instruction des supplétifs et des compagnies de débarquement de la D.N.E.O., ainsi que de la formation nautique de certains éléments de l'Armée.
Le commando François, avant de rejoindre l'Indochine, participe au printemps 1947 aux opérations de maintien de l'ordre à Madagascar. En 5 mois d'opérations, il passa plus de 100 jours en brousse, parcourant 2 500 km à pied. Il débarque en Indochine en novembre 1947 et est d'abord envoyé au Tonkin, puis, il combat ensuite en Cochinchine et dans les secteurs maritimes du Cambodge et des côtes d'Annam jusqu'en 1949. Il opère ensuite dans le golfe du Siam et le delta du Mékong avant d'être redirigé sur le Tonkin en 1950. Le 28 mai 1951 au matin, cantonnés dans l'église désaffectée de Ninh Binh sur les bords de la rivière Day, les hommes du commando se trouvent sur le chemin des forces viêt-minh, évaluées par la suite à 3 brigades régulières, et renforcées de nombreux combattants locaux, qui mènent une offensive surprise visant à s'approprier la récolte prochaine de paddy. Les commandos font face et se battent jusqu'à l'épuisement absolu, parvenant à bloquer pendant quelques heures l'avancée des Viêts, suffisamment pour permettre au commandement français de réagir et de repousser l'attaque du général Giap.
Le commando François sort de ces combats avec les deux tiers de son effectif tués ou fusillés. Reconstitué au mois d'août 1951, il reprend son activité en Annam et en Cochinchine.
Les événements du Tonkin ont conduit à transférer les 3 commandos de la Marine vers ce territoire, ceux-ci ont opéré en liaison avec l'Armée dans la zone Cam Pha/Mon Cay, et ils ont en outre effectué la fouille de quelques îles importantes, et participé aux opérations Désirade (reprise de Cat-Ba) et Méduse (sécurisation du delta tonkinois), ainsi qu'à la bataille de Dong-Trieu en 1951.
Il cesse d'exister en Indochine le 1er juillet 1953. En 1955, il est évoqué la possibilité de reconstitution de l'unité pour absorber les effectifs commandos non utilisés (43 EM3 du 29 mars 1955). Dans la décision des noms des commandos de la Marine de 1957, le commando classique composé de réservistes, reçoit le nom de commando François (1489 EMG/3 du 30 août 1957). Il ne sera donc pas réarmé.
Pour leurs actions en Indochine, les commandos de Montfort et François seront cités 4 fois à l’ordre de l’Armée de mer et recevront la fourragère aux couleurs du ruban de la médaille militaire avec olive aux couleurs de la Croix de guerre des Théâtres d'opérations extérieurs.
Quant au commando Jaubert comme les commandos de la Marine d'Indochine, il est décoré de quatre citations à l'ordre de l'Armée. Il porte en plus sur son fanion par affiliation : 1 citation (Croix de guerre à l'ordre du Corps d'Armée au titre de la compagnie Merlet), 2 citations (Croix de guerre à l'ordre de l'Armée au titre de la compagnie Jaubert). Il recevra la fourragère à la couleur du ruban de la Légion d'honneur, avec olive aux couleurs du ruban de la Croix de guerre des Théâtres d'opérations extérieurs. Ils n'ont pas l'ordre de la Libération.
En huit années de guerre, les commandos marine, constamment en opérations, ont montré leur efficacité. Auteurs de dommages à l'ennemi et sources de renseignements, leurs combats ont consacré leur place parmi les meilleures unités de l'Armée française.

### Les commandos Marine Métropolitains: Trépel – de Penfentenyo – Hubert
Après son embarquement sur le « Richelieu » à partir du 1er novembre 1946, le commando « Trépel » stationne en Tunisie du 13 mai 1947 au 12 février 1948, il embarque ensuite sur le croiseur léger « Gloire ». Il est remplacé dans ce secteur par le commando « Hubert », qui, le 30 juin, embarque à son tour sur l'Arromanches afin de tenir compte des buts assignés aux commandos de la Marine.
Le commando « de Penfentenyo » est affecté le 1er août 1947 à la 4e D.C. (Richelieu) jusqu'au 1er octobre 1948 et, est destiné à servir à la même date sur le croiseur « Montcalm », puis embarque sur le « Georges Leygue » au 1er décembre 1948.
Le commando Hubert est de spécificité parachutiste. Bien que ce commando soit administré à partir du 1er janvier 1948 par le Centre administratif de Baie Ponty (Bizerte), la date officielle de sa constitution se fera à Bizerte le 15 février 1948 (CR d'activité du 1er trimestre 1948).
Depuis le 1er avril 1954, le commando « Hubert » a été constitué en unité de nageurs de combat (renseignements généraux no 61 du commando Hubert).
Afin d'éviter toute confusion avec les autres commandos, par D.M. 1526 E.M.G/3 du 5 septembre 1957, il a reçu le nom de « commando d'action sous-marine Hubert ».
Jusqu'au mois d'avril 1949, 2 commandos dépendaient de l'amiral Croiseurs et le 3e de l'amiral Porte-avions. Depuis le mois d'avril, 1 commando des Croiseurs (« Trépel ») est passé aux Porte-avions, il est basé à terre à la B.A.N. Hyères.
En 1950 il n'y a guère plus de bâtiment en état de recevoir nos commandos. Malheureusement, la proposition en 1950 de créer un « dépôt commun de commandos » n'a pas été retenue (1642 E.M.G.3 du 18 décembre 1950). Enfin, serait-on tenté de dire, les commandos Marine de Métropole vont être réunis par la constitution d'un Corps amphibie de la Marine (1951 E.M.G.3 du 10 décembre 1952). L'embarquement des commandos à bord de bateaux sera finalement un échec. Les commandos seront réunis à la date du 1er octobre 1953 rejoint par le dernier commando d'Indochine qui sera le commando Jaubert.

#### Guerre d'Algérie
Au mois d’août 1955, le commando de Penfentenyo gagne l’Algérie, bientôt rejoint par le commando Trepel, puis par le commando de Montfort, tout juste reformé. Jusqu’en septembre 1956, ces 3 commandos vont régulièrement effectuer des opérations contre les hommes de l’ALN, essentiellement dans les secteurs du Constantinois.
Le commando Jaubert arrive à Nemours en juillet 1956 et commence à opérer dans les secteurs de l’Oranais.
En octobre 1956, c’est la crise de Suez : les commandos Jaubert, de Montfort, de Penfentenyo et Hubert sont envoyés en Égypte et participent activement à l'opération Mousquetaire (prise de Port Saïd). Le commando Hubert obtiendra à cette occasion une citation à l’ordre de la division et se verra attribuer la Croix de guerre des Théâtres d’opérations extérieurs.
De retour en Algérie au début 1957, tous les commandos sauf le commando Hubert sont envoyés dans l’ouest algérien où ils reprennent leur lutte contre l’ALN, souvent en opérations conjointes avec la Demi-Brigade de fusiliers marins qui est chargée de la pacification de la zone et dont le P.C. se trouve à Nemours. Il s’agit généralement d’accrochages avec un nombre assez limité d’hommes et le secteur retrouve une relative accalmie jusqu’en 1959.
Il n’en est pas de même dans le sud où des katibas, mieux armées et organisées, commencent à contrôler des pans entiers de territoire, se confrontant régulièrement aux détachements de l’Armée française. Les commandos marine y sont envoyés dès avril 1959. Maintenant organisé en Groupement Commando (GROUCO), ils sont principalement employés comme troupes de choc. L’utilisation intensive des premiers hélicoptères de l’Aéronavale comme moyen de transport de troupes leur confère un rayon et une rapidité d’action qui seront des atouts importants pour mener à bien leurs missions.
C’est précisément lors de l’une de ces opérations héliportées que les commandos réussiront à neutraliser l’un des commandants de l’ALN, Chib Tayeb dit Zakaria, en février 1960.
Jusqu’à la reconnaissance d’indépendance de l’Algérie, le GROUCO va poursuivre la lutte contre l’ALN dans des secteurs particulièrement agités comme le djebel Mzi, la région d’Ain-Sefra ou le djebel Mazzer.
Durant toute la guerre d’Algérie, au prix de 56 morts dans leurs rangs, dont deux commandants, aucune katiba accrochée pas les commandos n’en sortira victorieuse, plusieurs seront même totalement anéanties.
Après le cessez-le-feu, le GROUCO est provisoirement stationné à la base navale de Mers-el-Kébir. Les commandos quittent l’Algérie à l’été 62.
Le commando Hubert n'a jamais été intégré au GROUCO et a peu participé directement à la guerre d’Algérie. Stationné an rade de Saint Mandrier à bord du Dixmude, porte-avions désarmé, il parfait son entraînement et la mise au point des équipements nécessaires à sa spécialisation (appareils respiratoires, propulseurs, charges explosives étanches…) À la suite du « putsch des généraux » à Alger et à la menace de l’OAS, les hommes du commando Hubert seront appelés à plusieurs reprises à assurer la protection personnelle du général de Gaulle, entre 1960 et 1961, à l’Élysée.

## Sélection
Rejoindre les commandos marine nécessite de réussir un examen de sélection et de formation propre à la spécialité, le « STAC », ou stage commando.
Les aspirants commandos sont généralement issus des rangs des fusiliers marins. Le STAC est ouvert aux autres spécialités de la Marine, après un stage de préparation et une présélection. La sélection des commandos étant extrêmement rigoureuse, seule une quarantaine de marins par an réussissent ce stage. 

Le STAC se déroule à Lanester, au sein du département commandos de l'École des fusiliers marins. Les épreuves du STAC ont pour objet d’évaluer les aptitudes physiques et psychologiques des candidats et de les préparer à leurs futures missions possibles au sein des commandos marine.

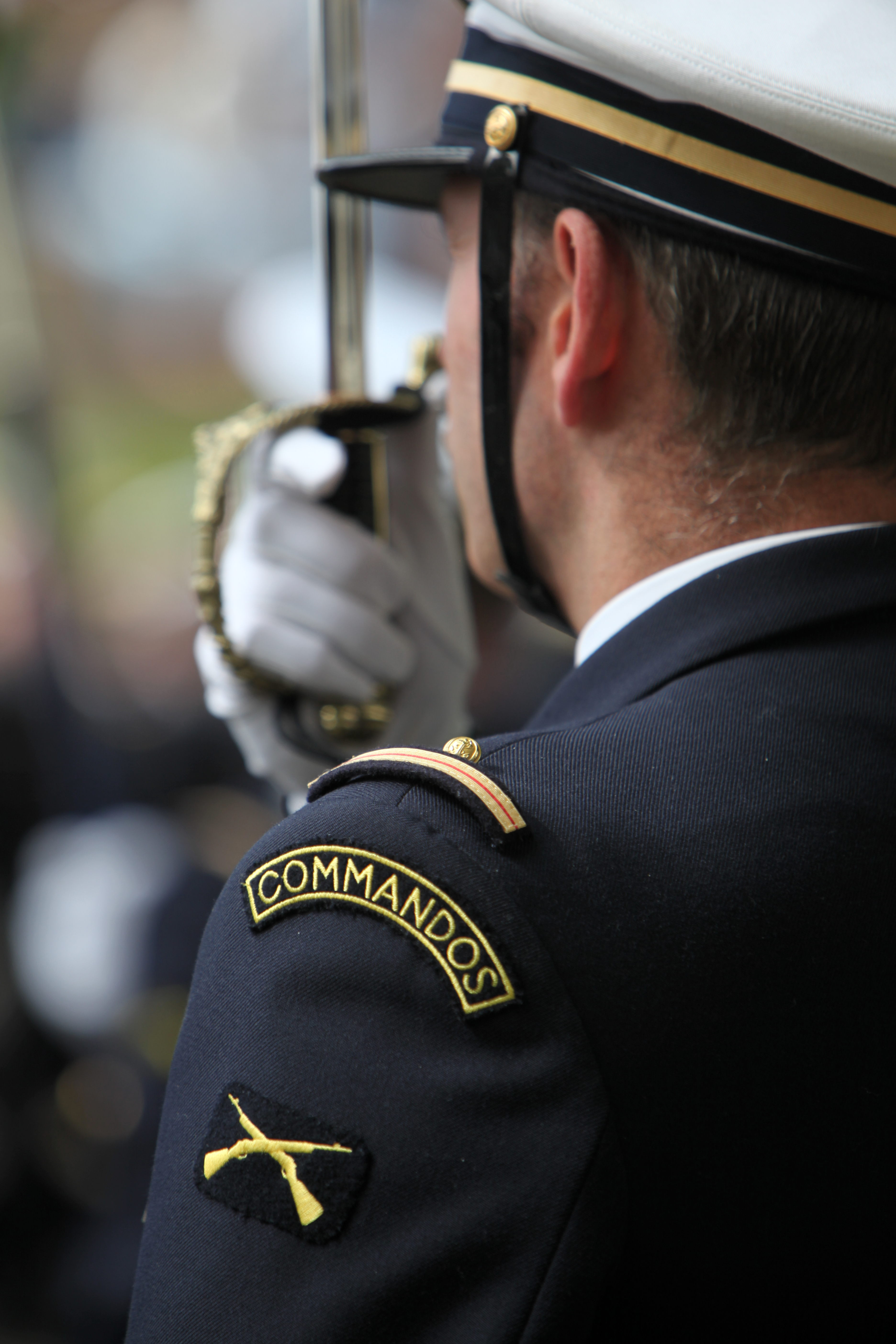
Membre des Commandos Marine durant une cérémonie.

Le STAC débute par une période de présélection de 2 jours puis par un stage d'évaluation de 3 semaines pendant lesquelles les candidats sont en permanence soumis à des efforts physiques et à une pression psychologique très intense. Cette sélection initiale est réputée comme l'une des plus difficiles au monde, et une majorité d’admis au STAC sont éliminés dès ce premier stade.
S’ensuit pour les candidats sélectionnés une période de formation élémentaire de 7 semaines (physique, tir, explosifs, close-combat, franchissements, rappel, nautisme, natation), et de 2 semaines de parachutisme.
Les candidats ayant satisfait à l’ensemble des épreuves du STAC se voient solennellement remettre leur brevet élémentaire commando et leur béret vert le 6 juin à Ouistreham. Ils vont alors rejoindre l’un des 4 commandos de Lorient en tant qu’opérateur commando (les commandos Hubert et Kieffer recrutent en interne).
Cependant, le stage commando n'est que le début de la formation du commando marine, et ne lui garantit en rien le fait d’intégrer durablement l’un des commandos de la Marine, car il lui sera ensuite obligatoire de constamment améliorer ses performances et connaissances et d’acquérir de nouvelles aptitudes (chuteur opérationnel, tireur d’élite, spécialiste démolition, palmeur-reco…) pour devenir successivement chef d’équipe, chef d’escouade et chef de mission. Chaque commando devra à chaque nouvel examen de carrière, c’est-à-dire tous les 3 à 5 ans, repasser un STAC. Ainsi, certains officiers mariniers peuvent avoir cumulé jusqu'à quatre stages commando (la carrière « opérationnelle » d’un commando excédant rarement 20 ans).
Les commandos voulant postuler au commando d'action sous-marine Hubert de Toulon doivent avoir une période d'ancienneté d’au moins cinq ans dans l’un des commandos de Lorient, et effectuer le Cours Nageur d’une durée de sept mois à Saint Mandrier, en vue d’obtenir le certificat de nageur de combat. Ce cours est extrêmement difficile et moins de 5 commandos par an parviennent à le réussir.

## Uniforme
La coiffe réglementaire des commandos marine est le béret vert.
À l'instar de leurs ainés du 1er B.F.M.C. et des commandos britanniques, les commandos marine portent leur béret vert à l'anglaise, c'est-à-dire couché à droite avec insigne à gauche. Les marins (les fusiliers marins portent un béret bleu marine et les commandos marine un béret vert) portent l'insigne à gauche (avec les membres de la Brigade franco-allemande et avec les commandos de l'air), ce qui les distingue des autres militaires français.
Cet insigne est le même que celui dessiné par Maurice Chauvet en 1943 pour le 1er B.F.M.C., seule l'inscription dans le listel a été modifiée. Il arbore le brick de l'Aventure barré de la dague commando ainsi que la Croix de Lorraine.
Selon la tenue et les circonstances, les commandos marine peuvent porter, en haut du bras gauche, une vignette de qualification « COMMANDOS » brodée en lettre rouges sur tissu bleu marine.
Les personnels des sept commandos marine portent les trois mêmes fourragères, décernées à titre collectif :
- La fourragère à la couleur du ruban de la Légion d'honneur avec deux olives, la première aux couleurs du ruban de la médaille militaire et de la Croix de guerre, la seconde aux couleurs du ruban de la Croix de guerre des théâtres d'opérations extérieurs, en tant qu’héritiers du 1er B.F.M.C. et du commando Jaubert en Indochine.
- La fourragère aux couleurs de la Croix de la valeur militaire (depuis 2014), pour leurs faits d’armes en Afghanistan et en Afrique entre 2001 et 2014.

| Insigne | Nom du commando         | Etat major                      |
| ------- | ----------------------- | ------------------------------- |
|         | Commando Jaubert        | Lorient, France.                |
|         | Commando de Montfort    | Lorient, France.                |
|         | Commando de Penfentenyo | Lorient, France.                |
|         | Commando Trépel         | Lorient, France.                |
|         | Commando Hubert         | Saint Mandrier sur Mer, France. |
|         | Commando Kieffer        | Lorient, France.                |
|         | Commando Ponchardier    | Lorient, France.                |

## Organisation et missions[3]
La France compte actuellement sept unités de commandos marine qui appartiennent à la Force maritime des fusiliers marins et commandos (FORFUSCO), placée sous le commandement d'un amiral (ALFUSCO) dépendant directement du chef d’État-major de la marine en ce qui concerne l'organisation et la préparation de cette force. Ils sont souvent déployés sous l'autorité du commandement des opérations spéciales (COS) pour des missions sur des théâtres extérieurs et sont particulièrement équipés  et entraînés pour :
- les reconnaissances tactiques préalables aux opérations amphibies, terrestres ou aériennes.
- les actions de combat terrestre depuis la mer ou les airs sur des zones de crise, en avant-garde des unités conventionnelles.
- la protection et l'évacuation de ressortissants.
- la protection de sites en zones troubles (ambassades, aéroports, navires…).
- les actions de destruction et de sabotage de cibles stratégiques.
- les interventions en mer dans le cadre des missions de l’action de l’État en mer (lutte contre le terrorisme, la piraterie, les trafics illicites et les infractions maritimes…).

Chaque commando est constitué d’environ 90 hommes et possède des spécialités propres et un socle commun de compétences, tel que le combat commando, le renseignement, les actions d'environnement et la maîtrise des modes d'infiltration terrestres, nautique et aéronautique. Ils comprennent chacun un groupe de commandement et de transmissions, 3 groupes d'actions en haute mer et un groupe spécialisé (CTLO ou ESNO).
Les sept commandos sont répartis en deux catégories : les commandos de groupes de combat et les commandos d'appuis.

### Cinq commandos de groupes de combat
Les Commandos Jaubert et Trépel qui sont spécialisés dans l'assaut par la mer, le contre-terrorisme maritime et l’extraction de ressortissants, et comprennent chacun un groupe spécialisé dans la libération d’otages sur cibles maritimes ou terrestres, nommé groupe CTLO (contre-terrorisme et libération d’otages).

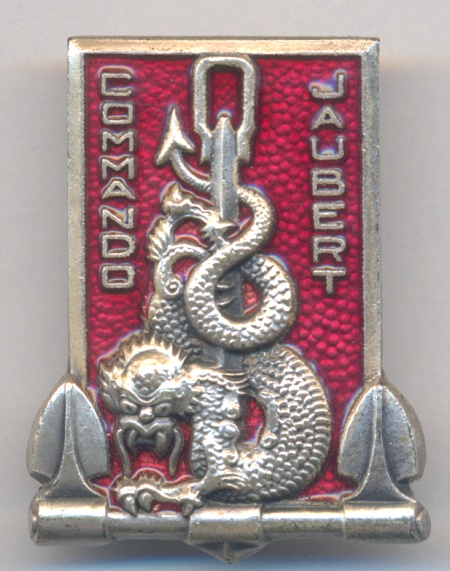
Insigne Commando Marine Jaubert.
Écusson Commando Marine Trepel.

Les Commandos de Montfort et Penfentenyo disposent d'équipes spéciales de neutralisation et d'observation. Le Commando de Montfort qui est spécialisé dans la neutralisation à distance (tireurs d’élite longue distance, mortiers, missiles anti-char…), tandis que le Commando de Penfentenyo qui est spécialisé dans la reconnaissance et l'acquisition de renseignements opérationnels à des fins d’action comme le guidage sur cible d’appuis externes.

Écusson Commando Marine de Montfort.
Écusson Commando Marine de Penfentenyo.

Le Commando Hubert qui est spécialisé dans la libération d'otages, l'action sous-marine et les actions de contre-terrorisme maritime grâce à ses nageurs de combat.

Écusson Commando Marine Hubert.

### Deux commandos d'appuis
Le commando Kieffer recréé en 2008, est maintenant spécialisé dans plusieurs domaines très spécifiques : maîtres-chiens pour la recherche d’explosifs improvisés (cynotechnie), des spécialistes des drones, de la guerre électronique, du déminage ou du combat en environnement NRBC.
Le Commando Ponchardier recréé le 11 septembre 2015 se spécialisera dans l'appui aux opérations spéciales via des vecteurs nautiques et terrestres, et par l'emploi de la troisième dimension (terme désignant le vecteur aérien dans le domaine militaire) et d'armements.

Écusson Commando Marine Kieffer.
Écusson Commando Marine Ponchardier.

## Équipement
La Force des fusiliers-marins et commandos (FORFUSCO) dispose pour les Commandos marine d'embarcations légères qui peuvent être mise en œuvre à partir des frégates Horizon, La Fayette, Floréal, FREMM ou des PHA.
- ETRACO (Embarcation de transport rapide commando),
- 15 ECUME NG (Embarcation commando à usage multiple embarquable de nouvelle génération). Elles peuvent aussi être aérolarguées à partir des C130 Hercules.

## Actions notables des commandos marine

### Guerre d'Indochine1945-1954
- Opérations fluviales et côtières en Cochinchine, en Annam et au Tonkin (novembre 1947 - mai 1950).
- Opérations côtières au Tonkin, participation aux batailles de Dong Trieu et du Day (octobre 1950 - mai 1952).
- Participation aux opérations Désirade (reprise de Cat-Ba) et Méduse (sécurisation du delta tonkinois) en 1951.
- Opérations côtières sur les côtes d'Annam et du golfe du Siam, plus de 70 coups de main, opérations combinées… (avril 1952 - janvier 1954).
- Missions de formation de l'armée sud-vietnamienne, commando Jaubert (1954 - mars 1956).

### Guerre d'Algérie1954-1962
- Opérations de maintien de l'ordre dans les zones côtières ; d'abord dans le Constantinois puis à la frontière tunisienne (août 1955- février 1957).
- Interventions conjointes avec la DBFM à la frontière algéro-marocaine (février 1957-juin 1959).
- Opération Sauterelle : neutralisation de Zakaria, commandant du secteur oranais de l'ALN (4 février 1960).
- Opérations héliportées dans l'Atlas présaharien contre l'ALN (juin 1959-juillet 1962).
- Protection rapprochée du général de Gaulle par le commando Hubert (1960-1961) à la suite du putsch des généraux.

### Autres conflits et opérations entre 1945 et 1991
- Maintien de l'ordre et pacification à Madagascar de juin à septembre 1947, commando François.
- Maintien de l'ordre au Maroc en août et septembre 1955, commando de Penfentenyo.
- Crise de Suez (1956), commandos de Penfentenyo, Hubert, Jaubert et de Montfort.
- Protection du président de la République durant les événements de mai 1968.
- Protection de l'île Longue (Brest) (début de la Force océanique stratégique) de 1972 à 1975.
- Opération Décan 1 au lac Amer : déminage des sites du 15 novembre 1974 au 25 décembre 1975 (canal de Suez).
- Opération Tacaud au Tchad (1978), Commandos Trepel et de Penfentenyo renforcés d'éléments d'Hubert.
- Opération Décan 2 au lac Amer : déminage des sites du 8 mars au 11 avril puis du 11 avril au 15 mai (canal de Suez).
- Mission aux Seychelles en 1980.
- Missions Olifant au Liban de 1982 à 1986.
- Opération Acanthe ; La 2e compagnie de combat du 17e RGP accueille à Beyrouth, de juin à septembre 1983, deux équipes de nageurs de combat (Liban).
- Mission DIODON IV, de septembre 1983 à février 1984, commando de Monfort (Liban).
- Mission DIODON V, du 20 février au 31 mars 1984, commando Trepel (Liban).
- Moruroa en 1985.
- Seychelles en 1987.
- Opération Victor : assaut de la grotte d'Ouvéa tenue par des rebelles indépendantistes ayant pris des gendarmes en otage ; opération combinée avec l'EPIGN, le 11e choc et le GIGN (Nouvelle-Calédonie).
- Opération Oside aux Comores en 1989.
- Opération Basilic, Capselle puis Médor (Liban en 1989).
- Opération Artimon de contrôle de l'embargo envers l'Irak ; implication épisodique jusqu'en 1995 (Golfe Arabo-Persique).
- Opérations Glycine puis Hortensia en 1990 (Liban).
- Opération Salamandre et IFOR (Golfe Persique en 1990).
- Participation aux opérations menées dans le cadre de la guerre du Golfe ; embargo, déminage actions commandos (Koweït).
- Opération Badge : exfiltration du général Michel Aoun de l'ambassade de France du Liban, vers la France en août 1991.

### Depuis la fin de la guerre froide
- Opération Iskoutir (Djibouti).
- Participation du commando de Penfentenyo aux opérations en ex-SFR Yougoslavie de 1991 à 1995 notamment à partir de 1992 en Bosnie-Herzégovine.
- Reconnaissance de plages et de ports durant la mission Hortensia en 1992 (Haïti).
- Opération de contrôle de l'embargo, Opération Balbuzard et Opération Sharp Guard, et de soutien aux forces terrestres engagées à partir de 1993 en ex-Yougoslavie ; implication épisodique jusqu'en 1996 (mer Adriatique).
- Opération Oryx effectuée par les Commando Jaubert et Hubert dans le cadre du COS de décembre 1992 à janvier 1993 (Somalie).
- Évacuation des ressortissants occidentaux par le Commando de Montfort en 1994 (Yémen).
- Durant l'Opération Turquoise, protection des populations civiles assurée par le Commando Trepel au sein d'une mission du COS en 1994 (Rwanda).
- Opération Nautile, protection des installations de tir de Moruroa contre Greenpeace en 1995.
- Opération Azalée menée par le Commando Jaubert avec d'autres unités du COS en 1995 (Comores).
- Opération Badge par le Commando Trepel en 1996 (Afghanistan).
- Opération Malebo par le Commando de Penfentenyo en 1996 (ex-Zaïre).
- Opération Alba pour effectuer des reconnaissances de plages par les Commandos Jaubert et Hubert en 1997 (Albanie).
- SFOR par les commandos de Montfort et Hubert.
- Opération Pélican I Extraction du Personnel gouvernemental Zaïrois de Kinshasa depuis Brazzaville, à la suite de la rébellion menée par Désiré Kabila assurée dans le cadre du COS par les commandos de Montfort et Hubert en 1997 (Congo).
- Opération Pélican II : Extension de la mission Pélican à la suite du coup d'état survenu au Congo Brazzaville. Coup d'état étant survenu alors que le dispositif COS de Pélican était toujours sur zone, en République démocratique du Congo (évacuation de plus de 500 ressortissants français et étrangers).
- Opération Espadon : évacuation et sauvetage de près 1000 ressortissants en Sierra Leone (1997) par 2 escouades du Commando de Montfort.
- Participation du Commando de Montfort à la police des pêches et à la surveillance du trafic commercial en Atlantique sur le RHM Malabar (1997).
- Opération Neptune par le Commando de Penfentenyo en 1997 (mer du Nord).
- Opération Maracuja par le Commando Trépel en 1997.
- Opération dans les TAAF en 1997 (Terres Australes et Antarctiques Françaises) par les commandos de Montfort et de Penfentenyo.
- Opération Iroko en 1998 (Guinée-Bissau) par le commando Jaubert.
- Opération Malachite, commandos Hubert et Jaubert en 1998 (Congo).
- KFOR en 1999 au Kosovo et en 2001 en Macédoine.
- Participation à la traque des criminels de guerre dans le cadre de la SFOR en 1997 en Bosnie-Herzégovine avec le Commando Hubert et le GCMC .
- Capture à Pale (Bosnie-Herzégovine), par le Commando Hubert et le Groupe de combat en milieu clos (GCMC), de Momčilo Krajišnik, bras droit de Radovan Karadžić et inculpé par le Tribunal pénal international pour l'ex-Yougoslavie de crimes contre l'humanité le 3 avril 2000 (Bosnie-Herzégovine).
- Participation à la guerre en Afghanistan en 2001-2011, notamment dans le cadre de l'opération Arès[4].
- Assaut au large des Canaries du vraquier cambodgien Winner transportant 2 t de cocaïne par le commando Jaubert (juin 2002)[5]
- Opérations contre les pêcheurs illégaux au large de la Guyane, arraisonnement de vive force du crevettier coréen Nam Jin 5, par le commando Jaubert (2003).
- Reprise de vive force, avec le GIGN, du navire Pascal Paoli de la SNCM détourné par des syndicalistes CGT à son départ de Marseille, et qui a été arraisonné dans le golfe d’Ajaccio, juste après avoir passé les îles Sanguinaires et juste avant son arrivée dans le port (septembre 2005). Après l’abordage, tous les syndicalistes se sont rendus facilement, sauf un petit groupe qui était dans la passerelle, avec lequel il a fallu parlementer un peu plus.
- Arraisonnement du vraquier Master Endeavour au large de Dakar par le commando Jaubert, prise d’1,8 t de cocaïne (février 2006).
- Arraisonnement du cargo panaméen Ciudad de Oviedo à 1,400 km à l'est de l'arc antillais (novembre 2006).
- Protection de deux cargos affrétés par le Programme alimentaire mondial transportant 4 000 t de nourriture à destination du port de Merka, en Somalie (2007).
- Opérations Tassergal, en Guyane contre les pêcheurs illégaux brésiliens et surinamiens, déroutement de 13 tapouilles et arraisonnement de vive force du Sao Francisco de Caninde II par le commando Jaubert (novembre 2007).
- Arraisonnement du Cargo Panaméen Junior dans le Golfe de Guinée, saisie de 3,2 t de cocaïne (07 février 2008).
- Opération Thalatine : libération des otages lors de l'acte de piraterie contre le Ponant en avril 2008 au large de la Somalie par les GCMC (presence du GIGN).
- Opération Carré d'as : libération des otages lors de l'acte de piraterie contre le voilier Carré d'as en septembre 2008 au large de la Somalie par les GCMC. Après une navigation dantesque(dans des creux de 4 m, au-delà des limitations habituelles d'utilisation des embarcations où la chute d'un homme signifiait sa mort) qui prend 4h pour parcourir les 22 nautiques entre la frégate furtive Courbet et le Carré d'as, les hommes du Commando Hubert embarqués sur trois pneumatiques libèrent les otages[6].
- Opération Tanit : libération des otages lors de l'acte de piraterie contre le Tanit en avril 2009 au large de la Somalie par les GCMC. Cette opération s'est faite sans la participation du GIGN, ce qui avait suscité la colère du fondateur de l'unité, Christian Prouteau, lequel juge que les Commandos marine n'ont aucune qualification pour libérer des otages et qu'ils sont là pour mener des « actions de guerre »[7].
- Opération Harmattan (Libye, mars-octobre 2011) : raids contre des objectifs au sol à partir de frégates à moins de 5 reprises[8], implication présumée du commando Hubert dans le débarquement de la Katiba Tiger sur les plages près de Tripoli, le 22 août 2011[9].
- Opération Serval (Mali, 2013-2014) : participation à la prise des aéroports de Gao[10] le 26 janvier et de Tessalit[11] dans la nuit du 7 au 8 février 2013. Implication des 6 commandos[12].
- Opération Sangaris (République centrafricaine, 2013-2016)[13].
- Arraisonnement en Méditerranée du vraquier tanzanien Luna S transportant 20 t de résine de cannabis le 8 septembre 2013.
- Évacuation de ressortissants français et étrangers de Libye dans la nuit du 29 au 30 juillet 2014 par le commando Hubert[14].
- Opération Chammal 2014- ? en Syrie et en Irak.
- Participation d'opérateurs du Groupe de contre terrorisme et libération d'otage (CTLO) du commandos Jaubert, à l'assaut contre les terroristes retranchés dans l'hôtel Radisson Blu, le 20 novembre 2015, à Bamako au Mali.
- Libération d'otages par le commando Hubert, dans le nord du Burkina Faso, durant la nuit du 9 au 10 mai 2019. Quatre otages libérés (deux Français, une américaine, une sud-coréenne) ; deux militaires trouvent la mort durant l'opération : les maîtres Alain Bertoncello et Cédric de Pierrepont[15].

## Galerie

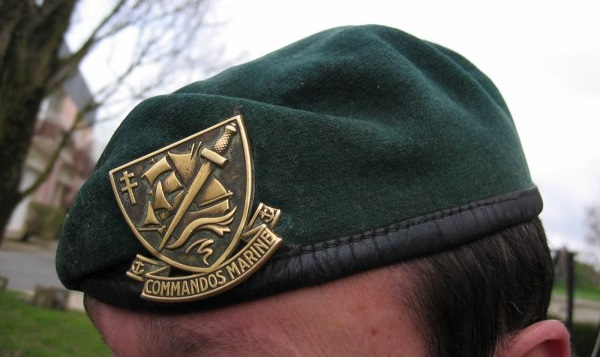
Béret et insigne des commandos marine.
Écusson Escouade de contre-terrorisme et de libération d'otages (ECTLO) porté par les Commandos marine au Sahel[16].
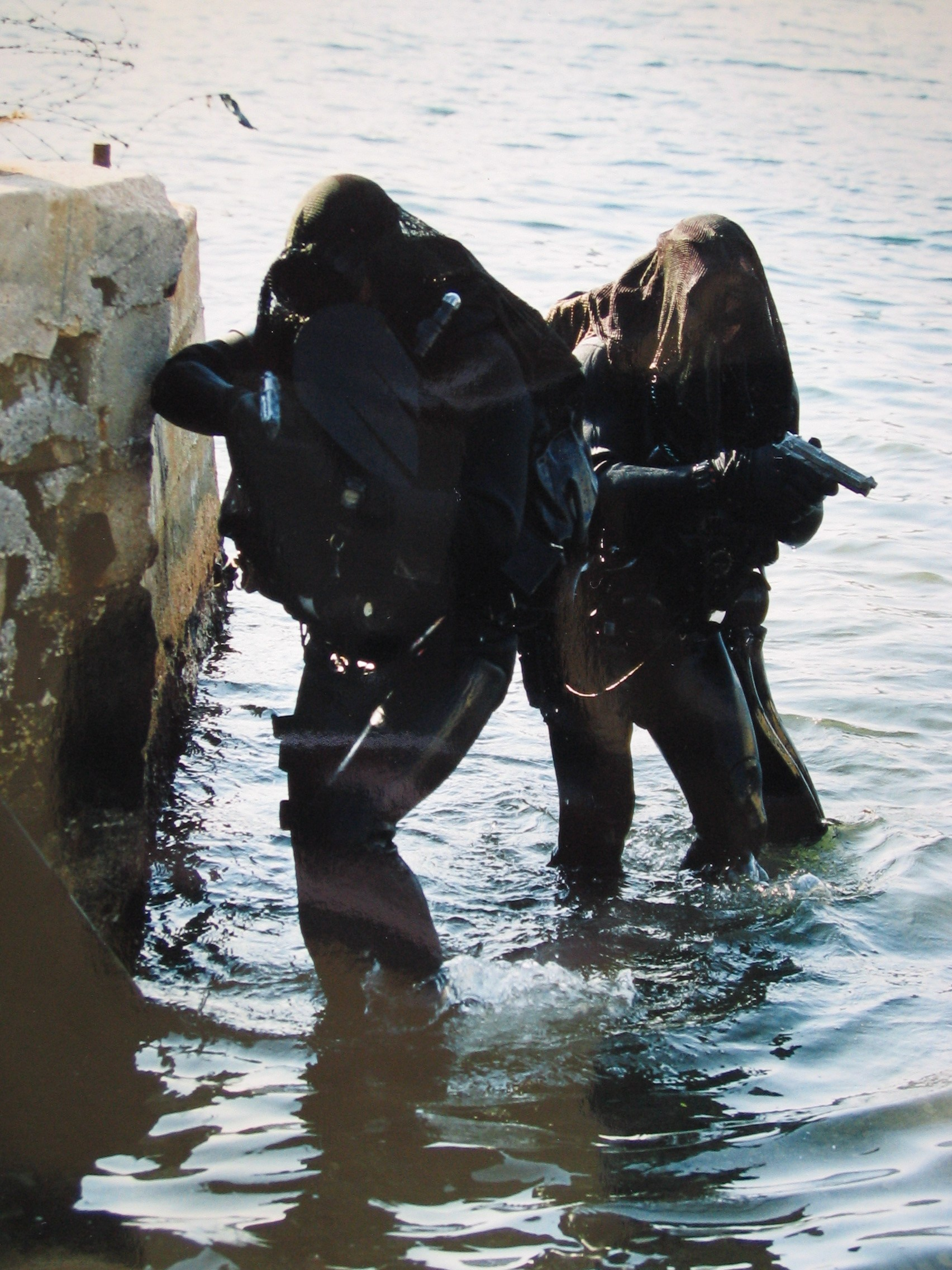
Infiltration maritime du Commando Hubert.
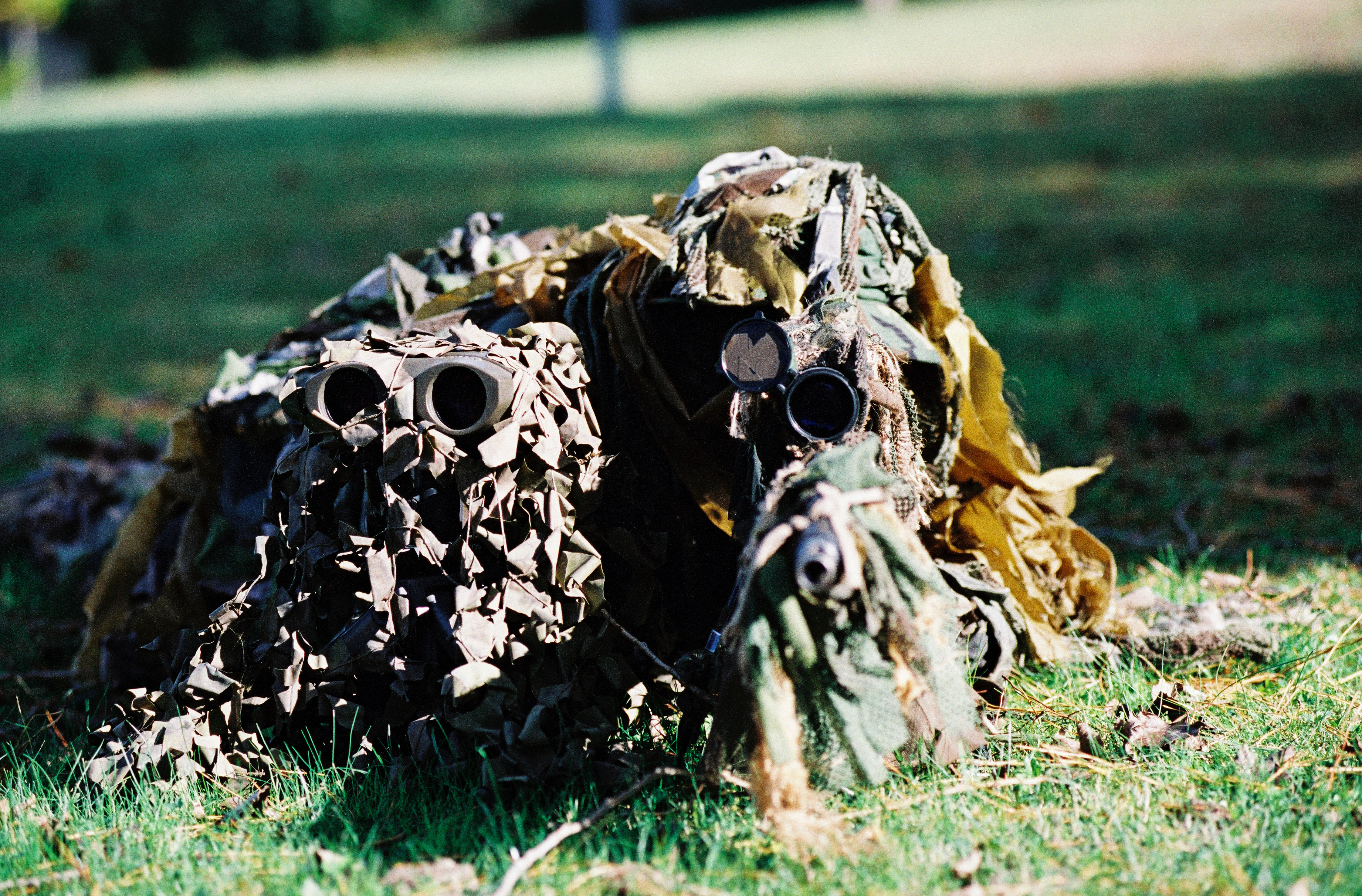
Sniper du Commando Jaubert en position d'attente sous camouflage.
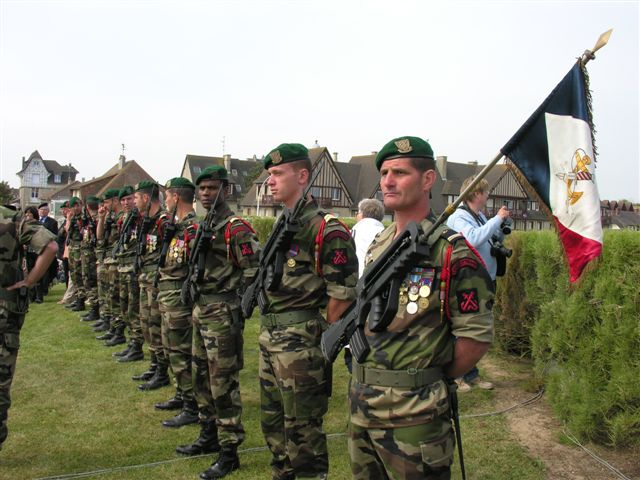
Cérémonie du 6 juin 2009. L'hommage au commando Kieffer.
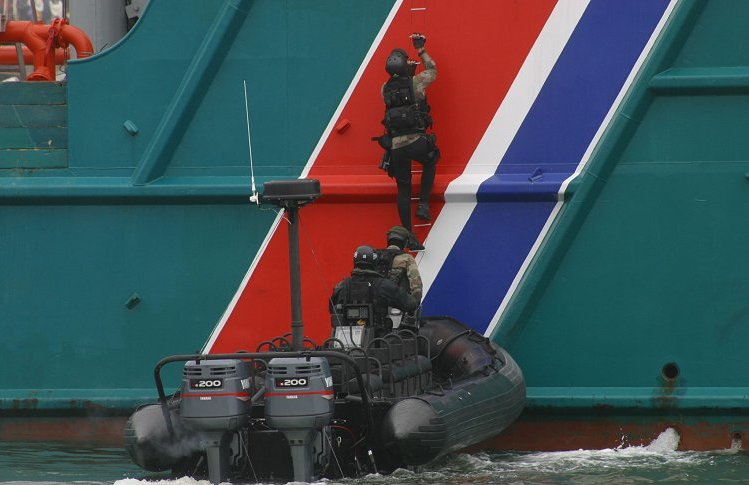
Démonstration d'assaut-mer sur le navire de soutien Alcyon, par des hommes du Commando Jaubert, pendant la manifestation nautique Brest 2004.

## Commandos marine décédés
Le tableau ci-dessous liste les membres des commandos marine dont l'identité est connue, morts pour la France en opérations extérieures (depuis 1963).
| Date             | Nom                  | Âge    | Grade                  | Catégorie           | Unité                   | Garnison               | Opération                                                        | Nature du décès | Lieu du décès       | Grade à titre posthume | Dprt/Pays de naissance |
| ---------------- | -------------------- | ------ | ---------------------- | ------------------- | ----------------------- | ---------------------- | ---------------------------------------------------------------- | --------------- | ------------------- | ---------------------- | ---------------------- |
| 7 janvier 1992   | Jean Loup Eychenne   | 35 ans | Lieutenant de vaisseau | Officier subalterne | Porte-avions Clemenceau | Toulon                 | Mission d'observation de la Communauté européenne en Yougoslavie | Hostile         | Novi Marof Croatie  | Capitaine de corvette  | Var                    |
| 21 octobre 1996  | Yvon Graff           | 49 ans | Capitaine de corvette  | Officier supérieur  | Penfentenyo et Trépel   | Lorient                | Mission d'observation de la Communauté européenne en Yougoslavie | Hostile         | Serbie              | NP                     | Hauts-de-Seine         |
| 4 mars 2006      | Loïc Le Page         | 40 ans | Premier maître         | Officier marinier   | Trépel                  | Lorient                | Guerre d'Aghanistan                                              | Hostile         | Maruf Afghanistan   | Maître principal       | Hérault                |
| 25 août 2006     | Frédéric Paré        | 34 ans | Premier maître         | Officier marinier   | Infirmier FORFUSCO      | Lorient                | Guerre d'Afghanistan                                             | Hostile         | Laghman Afghanistan | Maître principal       | Bouches-du-Rhône       |
| 18 décembre 2010 | Jonathan Lefort      | 28 ans | Second maître          | Officier marinier   | Trépel                  | Lorient                | Guerre d'Afghanistan                                             | Hostile         | Kapisa Afghanistan  | Maître                 | Meurthe-et-Moselle     |
| 14 juillet 2011  | Benjamin Bourdet     | 30 ans | Second maître          | Officier marinier   | Jaubert                 | Lorient                | Guerre d'Afghanistan                                             | Hostile         | Kapisa Afghanistan  | Maître                 | Manche                 |
| 10 mai 2019      | Cédric de Pierrepont | 33 ans | Maître                 | Officier marinier   | Hubert                  | Saint-Mandrier-sur-Mer | Guerre du Sahel (Combat de Gorom-Gorom)                          | Hostile         | Burkina Faso        | Premier maître         | Morbihan               |
| 10 mai 2019      | Alain Bertoncello    | 28 ans | Maître                 | Officier marinier   | Hubert                  | Saint-Mandrier-sur-Mer | Guerre du Sahel (Combat de Gorom-Gorom)                          | Hostile         | Burkina Faso        | Premier maître         | Haute-Savoie           |

## Filmographie

### Films
- Forces spéciales
- Volontaire

### Documentaire
- 2005 : L’École des bérets verts, documentaire de Stéphane Rybojad diffusé dans Envoyé Spécial sur France 2. Documentaire présentant le stage de sélection des commandos marine à Lorient (STAC), avec l'instructeur militaire Alain Alivon, dit Marius.

### Autres forces spéciales maritimes à l'étranger
- États-Unis : Navy SEAL's, DEVGRU
- Royaume-Uni : Special Boat Service
- Norvège : Marinejegerkommandoen
- Portugal : Destacamento de Ações Especiais
- Espagne : Fuerza de Guerra Naval Especial (es)
- Pays-Bas : Korps Commandotroepen